# Договір про ненапад між СРСР і Французькою Республікою (1932)

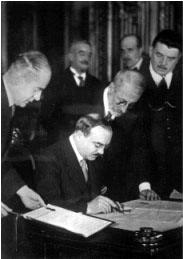

Договір про ненапад між Союзом Радянських Соціалістичних Республік і Французькою Республікою — угода, підписана у Парижі 29 листопада 1932.

## Передумови
Військова взаємодія Росії і Франції розпочалася у межах Франко-російського союзу, оформленого у 1891—1893 роках.
Наступним етапом розвитку відносин і співпраці стала троїста Антанта. У її рамках було підписано кілька угод, що стосувалися російсько-французьких взаємин, головно під час Першої світової війни.
Після Жовтневого перевороту у Російській республіці (1917) країни Антанти прийняли рішення про зони своєї відповідальності на території колишньої імперії. Більшовицька влада Росії порушила угоди з країнами Антанти і підписала сепаратний мирний договір. Більшовики також відмовились від значних сум боргових зобов'язань як перед французькою державою, так і перед французькими громадянами .
З кінця 1918 року розпочалась Французька інтервенція на півдні України, що продовжувалася до весни 1919 року.
У подальшому дії Франції були зосереджені на підтримці Польщі, що воювала з більшовицькою Росією.
Під час підготовки і підписання Договору СРСР співпрацював з Німеччиною у військовій галузі: на своїй території провадив підготовку офіцерів Рейхсверу, виготовлення зразків зброї, забороненої Версальським договором .

## Ратифікація
Договір ратифікований Президентом Французької Республіки 11 лютого і ЦВК СРСР 13 лютого 1933 року.
Обмін ратифікаційними грамотами здійснено у Москві 15 лютого 1933 року.